# Xtip
Xtip, de vegades coneguda per la transliteració Štip (macedoni Штип), és una ciutat i municipalitat de Macedònia del Nord, la principal de la part oriental. L'any 2002 tenia 47.000 habitants. Està situada entre les valls de Lakavica, Ovče Pole i Kòtxani, i dos rius passen per la ciutat, el Bregalnica (el segon més important del país) i el Otinja que parteix la ciutat en dos parts. Al turó d'Isar hi ha una fortalesa medieval.

## Història
Xtip (antiga Astibo/Astibos/Astibus) fou la capital dels peonis que vivien a l'oest del riu Axius als segles V i IV aC; a la zona hi vivien les tribus peònies dels derrons (anomenats així pel deu Darron) i dels lees (laeae) que van encunyar monedes imitant a les ciutats gregues. Aquestes tribus foren afectades per la invasió persa del 480 aC del rei Xerxes I, però van restar un poder fort i un poble organitzat; van acabar dominats per Macedònia en temps del rei Alexandre I de Macedònia abans del 360 aC.
Al segle iii aC esmenta la zona l'escriptor i historiador Poliè que anomena al riu Astibo (suposadament el Bregalnica) i diu que alli eren coronats els reis peonis. a la vora de la moderna Xtip. El primer establiment esmentat, Astibus, data del temps de l'emperador Tiberi (14-37) com una estació de la ruta entre Stobi i Pautalia
A la segona meitat del segle iii els bàrbars i especialment els gots van destruir molts establiments romans als Balcans entre els quals Astibus, però va sorgir una nova població, Estipeon o Stipion, al mateix lloc que l'antiga vila. Va existir sota romans i romans d'Orient. Vers el començament del segle VI pobles eslaus i àvars es van establir a la zona, van destruir l'establiment bizantí i s'hi va quedar la tribu eslava dels sagudats, que va donar a la ciutat el nom de Štip. Al segle X hi van predicar Ciril i Metodi abans de seguir cap a la Gran Moràvia, i foren dels primers eslaus a adoptar el cristianisme.

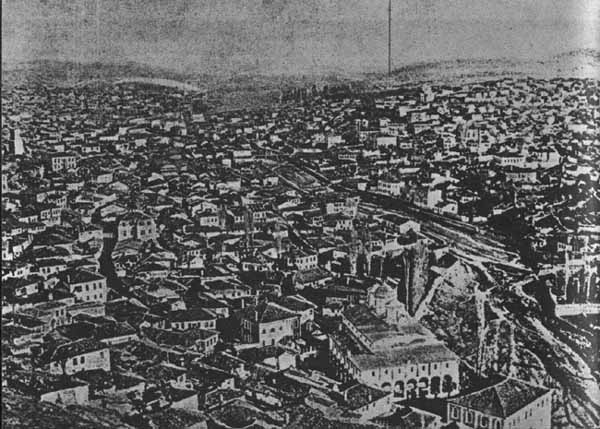
Xtip al

El búlgars van dominar la zona sota el tsar Samuel (997-1014), però després de la victòria bizantina a la batalla de Clídion (1014) va retornar a control bizantí fins al 1330 quan el rei Esteve Urosh III Dečanski la va conquerir i unir als seus dominis; va formar part del principat serbi de Constantí Dejanovitch (Dragaš) entre el Vàrdar i el Struma que després de la batalla de Čirmen (1371) va esdevenir tributari dels otomans; va estar sota domini del príncep serbi fins al 1394 quan a la mort de Constantí lluitant al costat dels otomans a la batalla de Rovine, el principat fou annexionat i el 1395 constituït en sandjak; els otomans van anomenar a la ciutat com Ishtib i al sandjak com Kostand-ili o Kustendil és a dir la terra de Constantí. Al segle xv fou centre d'un wilayat i al segle xvi d'un kada integrant del khass del sandjakbeg i administrat pel seu voivoda. La majoria de la població va restar búlgara. Va romandre en poder dels otomans excepte del 1689 al 1690 quan fou ocupada pels austríacs. Al segle xix va formar part de l'eparquia de Kustendil. El 1894 la població la formaven 10.900 búlgars (macedonis), 8700 turcs, 800 jueus i 500 gitanos. El 1913 al final de la segona Guerra dels Balcans, va passar a Sèrbia que va esdevenir Regne dels Serbis, Croats i Eslovens (1919) i regne de Iugoslàvia (1920).
El 6 d'abril de 1941 fou bombardejada pels avions alemanys que venien de Bulgària. i les forces aliades búlgares i alemanyes van ocupar la zona fins al setembre de 1944; llavors va quedar sota ocupació alemanya fins que fou ocupada pels partisans comunistes i l'exèrcit búlgar, ara part dels aliats, el 8 de novembre de 1944. El 8 de novembre, dia de l'alliberament, és la festa local de la ciutat.

## Demografia
Població segons el cens del 2002:
| 'Municipalitat de Xtip' | Total | Macedonis | turcs | gitanos | vlacs | serbis | albanesos | bosnians | altres |
| ----------------------- | ----- | --------- | ----- | ------- | ----- | ------ | --------- | -------- | ------ |
| Total                   | 47796 | 41670     | 1272  | 2195    | 2074  | 294    | 12        | 11       | 265    |
| Dones                   | 23876 | 20935     | 612   | 1039    | 981   | 153    | 4         | 6        | 146    |
| Homes                   | 23920 | 20735     | 660   | 1156    | 1093  | 144    | 8         | 5        | 119    |
| República (%)           | 2,36  | 3,21      | 1,63  | 4,07    | 21,39 | 0,83   | 0         | 0,06     | 1,26   |

## Economia
És centre del tèxtil i la indústria de la moda.

## Llocs interessants

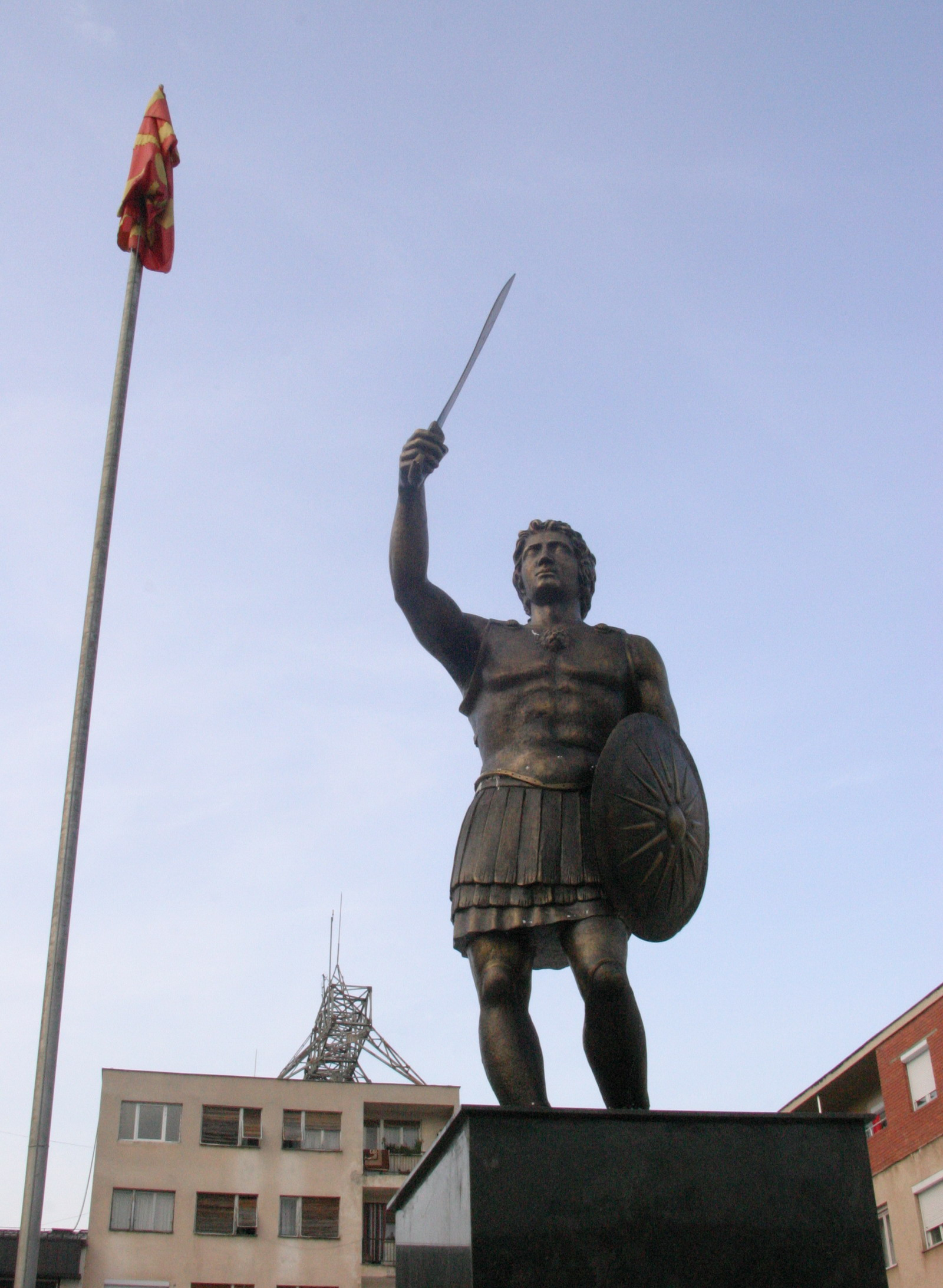
Estàtua d'Alexandre el Gran

- Monestir ben conservat del segle XIV
- Castell d'Isar
- Bezisten o bezestan, un gran edifici otomà, antic mercat i ara galeria d'art
- Fonts termals minerals de Kežovica
- Ruïnes de l'antiga ciutat de Bargala
- Església de Sant Elies abans Arcàngel Miguel transformada en mesquita
- Mesquita Fethiye o del sultà Murad.

## Personalitats
Entre d'altres, són de la ciutat dos ex presidents de la república i dos ex primer ministres
- Kiro Gligorov, president
- Ljupčo Jordanovski, ex president interí
- Ljubčo Georgievski, Primer Ministre 1998-2002
- Nikola Kljusev, primer Primer Ministre